# Thlypopsis ruficeps
Thlypopsis ruficeps е вид птица от семейство Тангарови (Thraupidae).

## Разпространение
Видът е разпространен в Аржентина, Боливия и Перу.